# Теорема Бруна — Тичмарша
Теорема Бруна — Тичмарша — утверждение аналитической теории чисел, определяющее верхнюю границу распределения арифметических прогрессий из простых чисел. Носит имя математиков Вигго Бруна и Эдварда Чарльза Тичмарша.
Теорема утверждает, что если {\displaystyle \pi (x;q,a)} равно числу простых чисел {\displaystyle p}, сравнимых с {\displaystyle a} по модулю {\displaystyle q} при {\displaystyle p\leqslant x}, то:
{\displaystyle \pi (x;q,a)\leqslant {2x \over \varphi (q)\log(x/q)}}
для всех {\displaystyle q<x}.

## История
Теорема доказана с помощью методов просеивания Монтгомери и Воном в 1973 году. Более ранний результат Бруна и Тичмарша является более слабой версией этого неравенства (с дополнительным множителем {\displaystyle 1+o(1)}).

## Усиления
Если {\displaystyle q} относительно мало, то есть, {\displaystyle q\leqslant x^{9/20}}, то существует граница лучше:
{\displaystyle \pi (x;q,a)\leqslant {(2+o(1))x \over \varphi (q)\ln(x/q^{3/8})}}
Это показал Мотохаси, использовавший билинейную структуру в остаточном члене решета Сельберга (Selberg), открытую им самим. Позднее идея использования структур в остаточном члене решета, благодаря расширениям комбинаторного решета Иванцем (H. Iwaniec), развита до основного метода аналитической теории чисел.

## Сравнение с теоремой Дирихле
В отличие от теоремы Бруна — Тичмарша теорема Дирихле о простых числах в арифметической прогрессии даёт асимптотическую оценку, которую можно выразить в форме:
{\displaystyle \pi (x;q,a)={\frac {x}{\varphi (q)\log(x)}}\left({1+O\left({\frac {1}{\log x}}\right)}\right)},
но эта оценка может быть доказана только при более сильных ограничениях на {\displaystyle q<(\log x)^{c}} для константы {\displaystyle c}, и это теорема Зигеля — Волфица.